# روان‌شناسی شناختی
روان‌شناسی شناختی (به انگلیسی: cognitive psychology) علمی‌ست که به مطالعهٔ فرایندهای پردازش اطلاعات در ذهن از قبیل توجه، ادراک، حافظه، زبان، حل مسئله، خلاقیت و استدلال می‌پردازد.
روان‌شناسی شناختی همانند دیدگاه روانکاوی متوجه فرایندهای درونی است. اما در این دیدگاه بیش از آنکه بر امیال، نیازها، و انگیزش تأکید شود بر اینکه افراد چگونه اطلاعات را کسب و تفسیر می‌کند و آن‌ها را در حل مشکلات به کار می‌گیرند تأکید می‌شود. برخلاف روانکاوی تکیه گاه شناختی نه بر انگیزش‌ها و احساسات و تعارضات نهفته بلکه بر فرایندهای ذهنی است که از آن‌ها آگاهیم یا به راحتی می‌توانیم از آن‌ها مطلع شویم. این رویکرد در تقابل با نظریه‌های یادگیری قرار می‌گیرد که محیط بیرونی را علت اساسی رفتار به‌شمار می‌آورند. اصولاً دیدگاه شناختی به افکار و شیوه‌های حل مسئله کنونی توجه دارد تا تاریخچه شخصی. در این دیدگاه روابط بین هیجانها انگیزش‌ها و فرایندهای شناختی و در نتیجه همپوشی میان دیدگاه شناختی و دیگر رویکردها نیز آشکار می‌شود.
روان‌شناسی شناختی زادهٔ روان‌شناسی گشتالت است که در دههٔ ۱۹۲۰ مطرح شد. وجه مشخصهٔ دیدگاهِ شناختی، توجه نسبتاً اندک به رابطهٔ محرک –پاسخ و فعالیت‌های عصبی می‌باشد. توجه اصلیِ این رویکرد، به موضوعاتی نظیر ادراک، حل مسئله از طریقِ شهود، تصمیم‌گیری و فهم است. در تمامِ این فرایندها شناخت از اهمیت مرکزی برخوردار است. شناخت یک مفهومِ کلی است که تمامیِ اشکالِ آگاهی را در بر می‌گیرد و شاملِ ادراک، تفکر، تصور، استدلال، و قضاوت و غیره می‌باشد. انقلابِ شناختی شاملِ تمامِ دیدگاه‌هایی می‌شود که به این مباحث اهمیتِ زیادی می‌دهند.
موضوعاتی از این قبیل که انسان چگونه و با چه ساختاری به درک، تشخیص و حل مسئله می‌پردازد و این که ذهن چگونه اطلاعات دریافتی از حواس (مانند بینایی یا شنوایی) را درک می‌کند یا اینکه حافظه انسان چگونه عمل می‌کند و چه ساختاری دارد؛ از عمده مسائل قابل توجه دانشمندان این رشته می‌باشد. محققین روان‌شناسی شناختی به ذهن همچون دستگاه پردازشگر اطلاعات می‌نگرند و رویکرد آنان به مطالعه مغز و ذهن برپایه تشابه عملکرد مغز با رایانه است. روان‌شناسی شناختی از دو جنبه با مکاتب روان‌شناسی قبلی تفاوت اساسی دارد:
1. برخلاف مکاتب روان‌شناسی کلاسیک از قبیل روان‌شناسی فرویدی، از روش تحقیق علمی و بررسی موارد قابل مشاهده استفاده می‌کند و روش‌هایی چون درون نگری را به کار نمی‌برد.
2. برخلاف روان‌شناسی رفتارگرایی، فرایندها و پدیده‌های ذهنی، چون باور، خواست و انگیزش را مهم دانسته، مورد مطالعه قرار می‌دهد.

از زیر مجموعه‌های روان‌شناسی شناختی می‌توان رشته‌های نوروسایکولوژی، روان‌شناسی بالینی، روان‌شناسی تربیتی، روان‌شناسی قانونی، روان‌شناسی سازمانی و صنعتی با گرایش‌های شناختی را نام برد.

## فرایند حل مسئله
حل مسئله عبارت است از پردازش شناختی برای تبدیل موقعیت مفروض به موقعیت مطلوب در حالی که شخص حل‌کننده برای حل آن به‌طور آماده روش واضحی ندارد. حل مسئله تفکر و رفتاری است جهت رسیدن به هدفی که به آسانی در دسترس نیست. این تعریف شامل چهار ایده اساسی است.
- حل مسئله یک امر شناختی است یعنی در درون ذهن یا دستگاه شناختی حل‌کننده روی می‌دهد پس وجود آن را می‌توان تنها به‌طور غیر مستقیم از رفتار حل‌کننده استنباط کرد.
- حل مسئله یک فرایند است یعنی متضمن دستکاری معلومات در دستگاه شناختی یا ذهن حل کننده‌است (یعنی اجرای عملیات شناختی روی بازنمایی‌های نمادی درونی).
- حل مسئله جهت دار است یعنی غرض از آن حل کردن یک مسئله‌است.
- ایده چهارم و آخر اینکه حل مسئله امری شخصی است یعنی دشواری تبدیل یک حالت مفروض از یک مسئله به یک حالت مطلوب بستگی به دانش کنونی حل‌کننده مسئله دارد. یک مسئله وقتی موجودیت می‌یابد که وضعیتی مفروض در ابتدا وجود دارد و حل‌کننده می‌خواهد آن وضعیت به صورت مطلوب تغییر یابد.

### چرخه حل مسئله
1. تشخیص مسئله
2. تعریف مسئله
3. تنظیم راهبرد حل مسئله
4. سازماندهی اطلاعات دربارهٔ مسئله
5. تخصیص منابع
6. نظارت و ارزیابی

### انواع مسئله
- مسائل خوب ساختار
- مسائل بد ساختار

مسائل خوب ساختار مسیرهای روشن و واضحی برای راه حل دارند. این گونه مسائل را خوب تعریف شده می‌نامند. نمونه چنین مسائلی این است که چگونه مساحت متوازی‌الأضلاع را محاسبه می‌کنید. مسائل بد ساختار فاقد مسیرهای روشن برای رسیدن به راه حل هستند به این مسائل بد تعریف شده هم می‌گویند. نمونه چنین مسائلی این است که وقتی هیچ‌کدام از دو طناب آنقدر بلند نیست که بتوان با در دست گرفتن یکی از آن‌ها به دیگری رسید چگونه این دو طناب آویزان را به هم گره می‌زنید؟

## راهبردهای حل مسئله
از راهبردهای حل مسئله می‌توان به این موارد اشاره کرد:
- الگوریتم‌ها (یک راهبرد حل مسئله‌است که مستلزم پیروی از یک قاعده، روش یا متد خاص است و ضرورتاً به راه حل صحیح می‌انجامد)
- بینش (درک ناگهانی از چگونگی حل مسئله)
- روش‌های اکتشافی (راهبردهای غیررسمی شهودی و حدسی است که برخی اوقات منجر به راه حلی مؤثر می‌شوند و گاهی به راه حل مؤثری نمی‌رسند.

### روش‌های اکتشافی
1. تحلیل وسیله هدف: حل‌کننده مسئله با نگاه کردن به انتهای هدف مورد جستجو مسئله را تحلیل می‌کند و سعی می‌کند فاصله میان موقعیت فعلی و هدف نهایی در آن فضا را کاهش دهد.
2. کار به سمت جلو: حل‌کننده مسئله از ابتدا شروع و سعی می‌کند مسئله را از ابتدا تا انتها حل کند.
3. کار به سمت عقب: حل‌کننده مسئله از آخر شروع و سعی می‌کند از آنجا به سمت عقب حرکت کند.
4. تولید و آزمون: حل‌کننده مسئله صرفاً گزینه‌ای از اقدامات مختلف را نه الزاماً به شیوه‌ای نظام مند انجام می‌دهد و سپس توجه می‌کند که کدام یک از آن اقدامات عمل خواهد کرد.

شاید آنچه به عنوان تروی از ان یاد می‌شود همین باشد.
احتمال دارد رایانه‌ها از راهبردهای الگوریتمی حل مسئله استفاده کنند. انسان‌ها به نظر می‌رسند بیشتر از روش‌های اکتشافی غیررسمی استفاده می‌کنند در حل مسائل بد ساختار انتخاب باز نمایی مناسب برای مسئله به شدت بر آسانی دستیابی به راه حل درست تأثیر می‌گذارد.

## موانع حل مسئله
موانع حل مسئله را می‌توان اینگونه سیاهه کرد:
- آمایه ذهنی: آمایه ذهنی که استحکامات نیز نامیده می‌شود راهبردی است که در گذشته مؤثر بوده‌است اما برای مسئله خاصی که باید در حال حاضر حل شود مؤثر نیست، نوع خاصی از آمایه ذهنی تثبیت کار کردی است. تثبیت کارکردی عدم توانایی درک این واقعیت است که چیزی که مورد استفادهٔ شناخته شده و خاصی دارد ممکن است برای تأمین اهداف دیگری هم مورد استفاده قرار بگیرد.
- انتقال منفی: تسری بی‌مورد حکم و باوری از موقعیت یک مسئله به موقعیت دیگر است. البته انتقال هم می‌تواند مثبت باشد هم منفی. انتقال مثبت زمانی رخ می‌دهد که حل مسئله قبلی باعث تسهیل حل یک مسئله جدید می‌شود. انتقال منفی زمانی رخ می‌دهد که حل مسئله قبلی باعث دشوارتر شدن حل مسئله بعدی شود برخی اوقات مسئله قبلی باعث می‌شود که فرد در مسیر نادرستی قرار گیرد.
- رشد نهفته: رشد نهفته به دنبال یک دوره کار شدید روی مسئله پدید می‌آید. رشد نهفته عبارت از رها کردن مسئله برای مدتی و سپس بازگشت به آن است.
- پیشداوری و در نظر داشتن یک حل از پیش

#### نقاط قوت روان‌شناسی شناختی چیست
یکی از نقاط قوت رویکرد شناختی این است که همواره روش‌های بسیار کنترل شده و دقیق مطالعه‌ای را به کار گرفته‌است تا دانشمندان را قادر سازد فرایندهای شناختی را در عمل مورد استنتاج و دریافت قرار دهند.
این کار با استفاده از آزمون‌های آزمایشگاهی برای تهیهٔ اطلاعات قابل اطمینان و عینی انجام شده‌است. رویکرد شناختی احتمالاً رویکرد غالب در روان‌شناسی امروز است و در گسترهٔ وسیعی از زمینه‌های عملی و نظری کاربرد دارد.
به راحتی با انواع روشها ترکیب می‌شود:
به عنوان مثال، رفتارگرایی + روان‌شناسی شناختی = نظریهٔ یادگیری اجتماعی.
زیست‌شناسی + روان‌شناسی شناختی = روان‌شناسی تکاملی.